# Дорический храм (Помпеи)
Дорический храм в Помпеях (итал. Tempio Dorico, Pompei) — руины древнеримского храма на территории разрушенного города Помпеи — на площади Foro Triangolare («треугольный форум»); является одним из обнаруженных городских зданий с наибольшим греческим влиянием в своей архитектуре. Храм был построен в VI веке до н. э. и претерпел значительную перестройку, особенно в IV веке до н. э.; был также повреждён во время более раннего землетрясения, в 62 году.